# Pawłowice (powiat jarociński)
Pawłowice – wieś w Polsce położona w województwie wielkopolskim, w powiecie jarocińskim, w gminie Żerków. Wieś jest siedzibą sołectwa Pawłowice, w którego skład wchodzi również miejscowość Parzewnia. W południowej części wsi mieści się park z pałacem w stylu rokoko.
W latach 1975–1998 miejscowość należała administracyjnie do województwa kaliskiego.
Zobacz też: Pawłowice, Pawłowice Małe, Pawłowice Namysłowskie, Pawłowice Wielkie